# Rhytidoponera incisa
Rhytidoponera incisa is een mierensoort uit de onderfamilie van de Ectatomminae. De wetenschappelijke naam van de soort is voor het eerst geldig gepubliceerd in 1915 door Crawley.